# Indonesische Badmintonmeisterschaft 1999
Die Indonesische Badmintonmeisterschaft 1999 fand im Juli 1999 in Semarang statt. Die Finalspiele wurden am 11. Juli 1999 ausgetragen.

## Finalresultate
| Disziplin    | Sieger                                                  | Finalist                 | Ergebnis           |
| ------------ | ------------------------------------------------------- | ------------------------ | ------------------ |
| Herreneinzel | Ignatius Rudy                                           | Yudi Suprayogi           | 15-10, 7-15, 15-13 |
| Dameneinzel  | Ninik Masrikah                                          | Yuli Marfuah             | 13-10, 11-2        |
| Herrendoppel | Hermono Yuwono Andreas oder Ade Lukas Santoso Sugiharjo |                          |                    |
| Damendoppel  | Vita Marissa Mona Santoso                               | Rosie Riani Diah Novita  | 17-14, 5-15, 15-5  |
| Mixed        | Santoso Sugiharjo Eny Widiowati                         | Imam Tohari Vita Marissa | 12-15, 15-9, 15-9  |